# Sukkerknald
En sukkerknald eller hugget sukker er hvidt sukkergranulat, der er trykket sammen til en kasse. De bruges normalt til at søde drikkevarer som te og kaffe. Der et to primære måder at bruge sukkerknalder på; ved at opløse dem direkte i drikken eller ved at placere sukkerknalden i munden mens man drikker, så væske løber igennem sukkeret.
Tidligere blev sukker forhandlet som sukkertoppe, der skulle brydes i stykker ved brug af en sukkersaks eller sukkerhammer. Jakub Kryštof Rad opfandt derfor sukkerknalden i 1840'erne, efter hans kone var kommet til skade da hun brækkede en sukkertop i stykker.